# Chez Ashton
Chez Ashton ist eine Fastfood-Restaurantkette, die sich nur in Québec, Kanada oder der direkten Umgebung befindet. Die Kette ist auf verschiedene Varianten des Nationalgerichts Poutine spezialisiert, führt aber auch andere Fastfoodgerichte.

## Geschichte
Das erste Restaurant Chez Ashton wurde 1969 durch den Gründer Ashton Leblond, als dieser 21 Jahre alt war, gegründet. Er hatte damals für 5000 kanadische Dollar einen Wohnwagen gekauft, aus welchem heraus er an der Kreuzung des Boulevard Hamel und der rue Notre-Dame seine Gerichte verkaufte.
Zu diesem Zeitpunkt gab es Pommes frites, Hamburger, Hotdog und Ähnliches. Der Konkurrenzdruck war sehr stark, weshalb er 1972 zum ersten Mal Poutine in sein Menu aufnahm. Das Rezept hierfür hatte er aus seiner Heimatregion im Zentrum der Provinz Quebec. 1976 eröffnete Ashton Leblond dann in der Nähe des ersten Imbissstandes das erste Restaurant mit Sitzgelegenheit. In den 1980er Jahren eröffneten weitere Restaurants.
Die Kette ist abgesehen von der Poutine auch für seine Werbeaktivität jeden Januar bekannt: In diesem Monat sinkt der Preis der Poutine verhältnismäßig zu der Temperatur. Ein Rabatt von 10 % wird unabhängig von der Temperatur den gesamten Monat gewährt. Der höchste Rabatt, der jemals gewährt wurde, war im Januar 1997 und 2009. Bei einer Temperatur von −33 Grad musste nur ein Drittel des Preises bezahlt werden.
Die Kette hat derzeit 26 Restaurants in der Region um Québec (Stadt), Lévis und Saint-Georges (Québec). Zwei Restaurants waren in der Umgebung von Montréal eröffnet worden, jedoch sehr bald wieder geschlossen.